# Burg Roßstall
Der Roßstall (mundartlich Roschtel) in der Gemeinde Sulzbach an der Murr ist eine Bergzunge mit einer Höhe von etwa 378 m über NHN. Im Mittelalter soll auf dem Roßstall eine Burg gestanden haben, von der jedoch keine oberirdischen Reste vorhanden sind.  

## Lage
Die Bergzunge liegt auf der Gemarkung Sulzbach an der Murr und ist ein Ausläufer der Löwensteiner Berge. Begrenzt wird die Bergzunge durch das Tal der Murr im Süden und Osten und dem Tal der Lauter im Norden.

## Geschichte

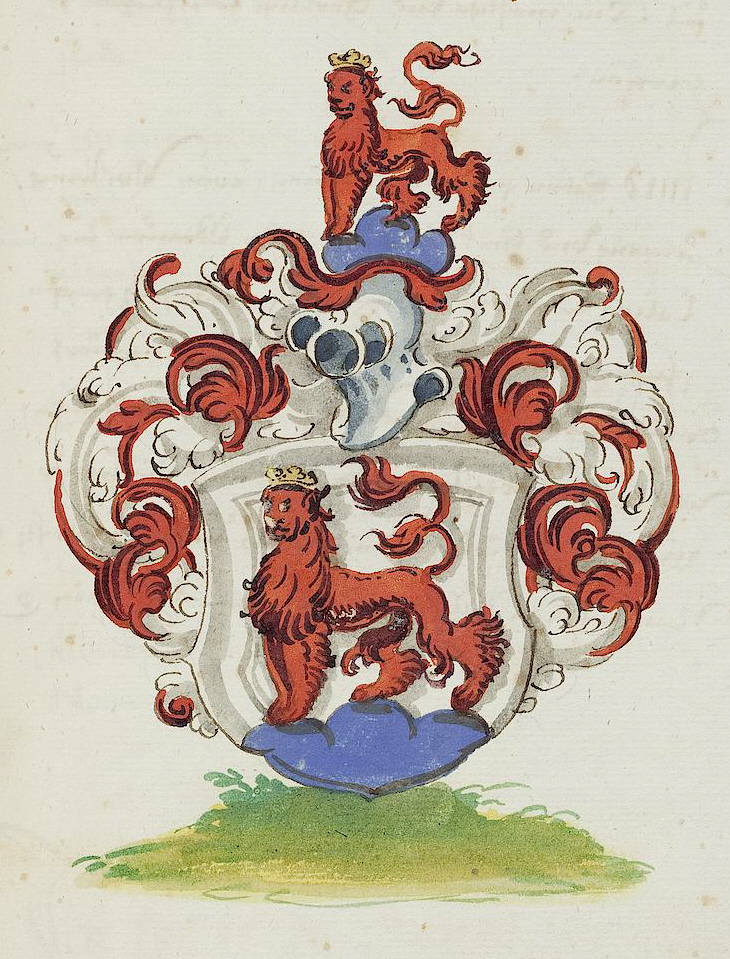
Wappen der Grafen von Löwenstein

Über die Geschichte der ehemaligen Burganlage ist heute so gut wie nichts mehr bekannt. Von dem Wald Roßstall (Karl Eduard von Paulus nennt ihn Roßstatt) verlief ein alter Höhenweg am ehemaligen Katzenbachhof und der Burg Wart vorüber nach Altersberg und Völkleshofen. Dieser Saumpfad wurde wahrscheinlich schon von den Römern benutzt. Der Roßstall könnte seinen Namen einem Pferdestall zu verdanken haben. Vielleicht wurden hier zusätzliche Pferde benötigt, um die Steigungen zu bewältigen. Von der Burganlage haben sich keine schriftlichen Quellen erhalten. Nach einer mündlichen Überlieferung soll die Burg in Beziehung zu dem löwensteinischen Schloss Lautereck gestanden sein. Im Mittelalter gehörte Sulzbach an der Murr lange zur Grafschaft Löwenstein. 1464 fiel die Grafschaft an die Kurpfalz. 1488 belehnte Kurfürst Philipp der Aufrichtige seinen Vetter Ludwig mit der Grafschaft. Im Zuge des Landshuter Erbfolgekriegs von 1504 wurde die Grafschaft (und damit auch das Dorf Sulzbach) von den Württembergern besetzt und musste 1510 deren Oberhoheit endgültig anerkennen. Die Burg Roßstall dürfte ihre Bedeutung verloren und zu Beginn des 16. Jahrhunderts nicht mehr genutzt worden sein. An ihre Stelle dürfte das Schloss Lautereck immer mehr an Bedeutung erlangt haben, da es im 16. und 17. Jahrhundert ständig ausgebaut wurde. Der Burgstall weist keine oberirdischen Reste mehr auf. Ebenso fehlt ein Halsgraben. Lediglich an der Bergnase befinden sich noch einige Unebenheiten im Waldboden. Letzte Reste dürften wohl einem Steinbruch geopfert worden sein, der zur Zeit der Württembergischen Landesvermessung in den 1830er Jahren noch in Betrieb war. 

## Der Roßstall als Teil einer Signallinie?
Nach Gerhard Fritz und Rolf Schweizer könnte es sich bei der Burg Roßstall um einen kleinen Wartturm gehandelt haben, welche mit der benachbarten Burg Reichenberg, der Wehrkirche St. Ulrich in Sulzbach und der Burg Utschberg in Sichtkontakt stand. Von Letzterer soll eine Sichtverbindung nach der Burg Wolkenstein in Murrhardt bestanden haben. Gerhard Fritz deutet diese Sichtverbindungen als Beobachtungs- und Meldesystem. Er erwägt eine Entstehung in den Ungarnstürmen oder später in der Stauferzeit.

## Sagen
Nach einer alten Erzählung soll es einen unterirdischen Ganz zwischen der Burg Roßstall und dem Schloss Lautereck gegeben haben. Nach einer anderen Sage soll auf dem Roßstall ein Unhold (der sogenannte Roßstall-Schäfer) umgehen und pfeifen.